# ای‌جی‌ام-۶۵ ماوریک

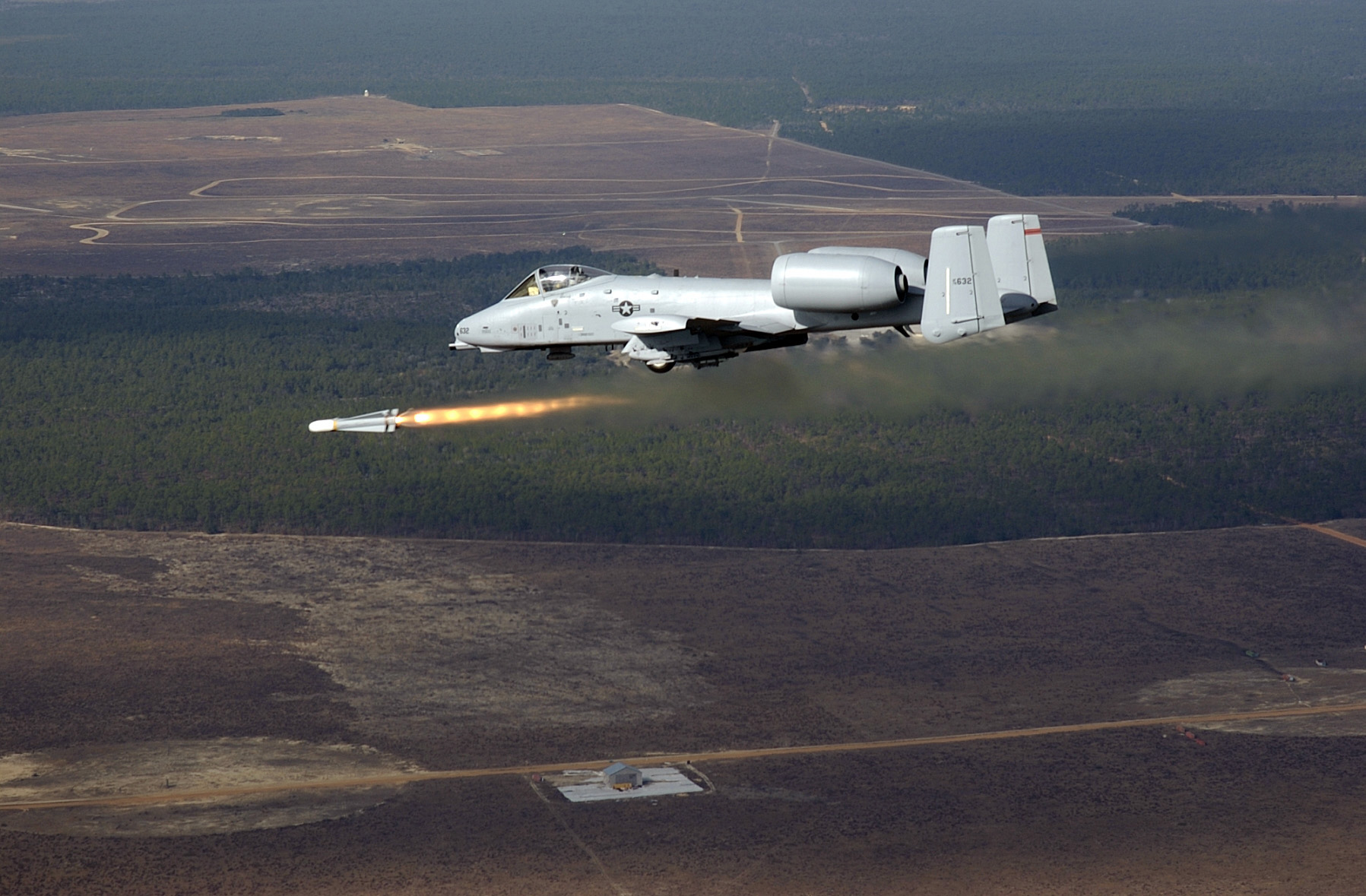
ای-۱۰ تاندربولت ۲ در حال شلیک موشک ای‌جی‌ام-۶۵

ای‌جی‌ام-۶۵ ماوریک (AGM مخفف air-to-ground tactical missile) یک موشک هوابه‌سطح است که با هدف پشتیبانی هوایی نزدیک، طراحی شده‌است. این موشک، به‌طور گسترده‌ای در جهان غرب، مورد استفاده قرار گرفته‌است. این موشک در برابر هدف‌های دور و نسبتاً بزرگ در شرایط مختلف آب‌وهوایی، قابل استفاده و مؤثر است. از هدف‌های این موشک می‌توان خودرو زره‌پوش رزمی، سیستم‌های پدافندی زمین‌به هوا، کشتی‌ها، خودروهای ترابری زمینی و مخازن نفت را نام برد. توسعهٔ این موشک در ۱۹۶۶ توسط شرکت هواپیماسازی هیوز آغاز و از ۱۹۷۲ در نیروی هوایی ایالات متحده آمریکا وارد خدمت شد. از آن هنگام، ماوریک به بیش از ۳۰ کشور صادر و برای استفاده توسط ۲۵ نوع هواگرد، تأیید شده‌است. تاکنون گونه‌های متعددی از این موشک با سیستم‌های هدایتی به روش‌های هدایت الکترو-نوری، هدایت لیزری و آشیانه‌یابی فروسرخ، تولید گردیده‌است.
موشک ای‌جی‌ام-۶۵ ماوریک اف توسط نیروی دریایی ایالات متحده استفاده گردیده‌است و یک سامانه بهینه‌سازی شده جهت‌یابی به‌وسیلهٔ مادون قرمز دارد و علیه کشتی ساخته شده‌است و کلاهک با جرم ۵۷ کیلوگرم(۱۲۵ پوند) آن قابل نفوذ به زره‌است. این نوع ماوریک که ۱۳۶ کیلوگرم (۳۰۰ پوند) وزن دارد، توسط تفنگداران دریایی آمریکا و نیروی هوایی ایالات متحده استفاده می‌شود. وقتی خلبان می‌خواهد موردی را هدف قرار دهد دوربین تلویزیونی مادون قرمز فعال می‌شود و خلبان باید هدفش را به سختی و با ابهام تعیین کند تا موشک روی هدف قفل کند. جست‌وجوکننده‌های دوربین‌های تلویزیونی صحنه‌ای را نشان می‌دهند و محدودیت آن‌ها در هدفیابی به اندازه چشم خلبان است. موشک ای‌جی‌ام-۶۵ دارای دو نوع کلاهک است. اولین نوع در دماغه‌اش دارای یک فیوز است و دومین نوع یک کلاهک سنگین‌وزن است و دارای یک فیوز به تأخیر افتاده می‌باشد که قبل از اینکه منفجر شود به‌وسیلهٔ انرژی جنبشی‌اش به درون اجسام نفوذ می‌کند. کلاهک دوم در مناطق وسیع کارآمد تر است. نیروی محرکه موتور هم برای هر دو نوع با راکت سوخت جامد است و موتور موشک پشت کلاهک قرار گرفته‌است.
موشک ماوریک قادر نیست که خودش روی اهداف قفل شود و این کار باید به‌وسیلهٔ خلبان یا افسر مسئول تسلیحات انجام شود. برای مثال در هواپیمای ای-۱۰ تاندربولت ۲ سیستم تصویری با بهره‌گیری از جست‌وجوکننده‌های واقع در روی نوک موشک تصویر را به روی صفحه نمایشی که در کابین خلبان قرار دارد، نشان می‌دهد تا خلبان بتواند هدف خود را در صفحهٔ نمایش‌گر، قبل از شلیک مشخص کند. علامت هدف بر روی صفحه نمایش (HUD) آماده می‌شود تا خلبان محدوده مکانی هدفش را تقریب بزند و مشخص کند تا موشک به‌طور اتوماتیک هدف را پیدا کرده و روی آن قفل کند. وقتی که موشک پرتاب شد دیگر نه به هواپیمای حاملش وابسته‌است و نه به جای دیگر و خودش به صورت خودکار هدفش را پیدا می‌کند بنابراین یک سلاح با قابلیت شلیک و بعد هیچ است.

## سابقه عملیاتی
ماوریک در نبردهایی از جمله جنگ ویتنام، جنگ یوم کیپور، جنگ ایران و عراق، جنگ خلیج فارس و چندین درگیری مختصر نظامی، استفاده شده‌است. این موشک، توسط هواپیماهای اف-۱۶ فایتینگ فالکن و ای-۱۰ تاندربولت ۲ در جنگ خلیج فارس در سال ۱۹۹۱ علیه اهداف زرهی استفاده شده‌است. همچنین ماوریک‌ها نقش به‌سزایی در انهدام تجهیزات زمینی مانند خودروهای زرهی عراق ایفا کرده‌اند.

## هواگردهای سازگار
- ای-۴ اسکای هاوک
- ای-۶ اینترودر
- ال‌تی‌وی ای-۷ کرسر ۲
- ای-۱۰ تاندربولت ۲
- ای اچ-۱ سوپر کبرا
- ای‌وی-۸بی هریر ۲
- اف-۴ فانتوم ۲
- نورثروپ اف-۵
- اف-۱۵ استرایک ایگل
- اف-۱۶ فایتینگ فالکن
- اف/ای ۱۸ هورنت
- جنرال داینمیکس اف-۱۱۱
- پی-۳ اوریون
- اس اچ-۲ سی اسپرایت
- پرتاب‌کننده LAU-۱۱۷ ماوریک همچنین توسط هلیکوپترهای نیروی دریایی، نیروی هوایی و سپاه تفنگداران دریایی ایالات متحده مانند ای‌اچ-۱ سوپرکبرا و ای‌اچ-۶۴ آپاچی استفاده می‌شود.[۳] ایران این موشک را با موشک بینا جایگزین کرده‌است.